# Học viện Karolinska

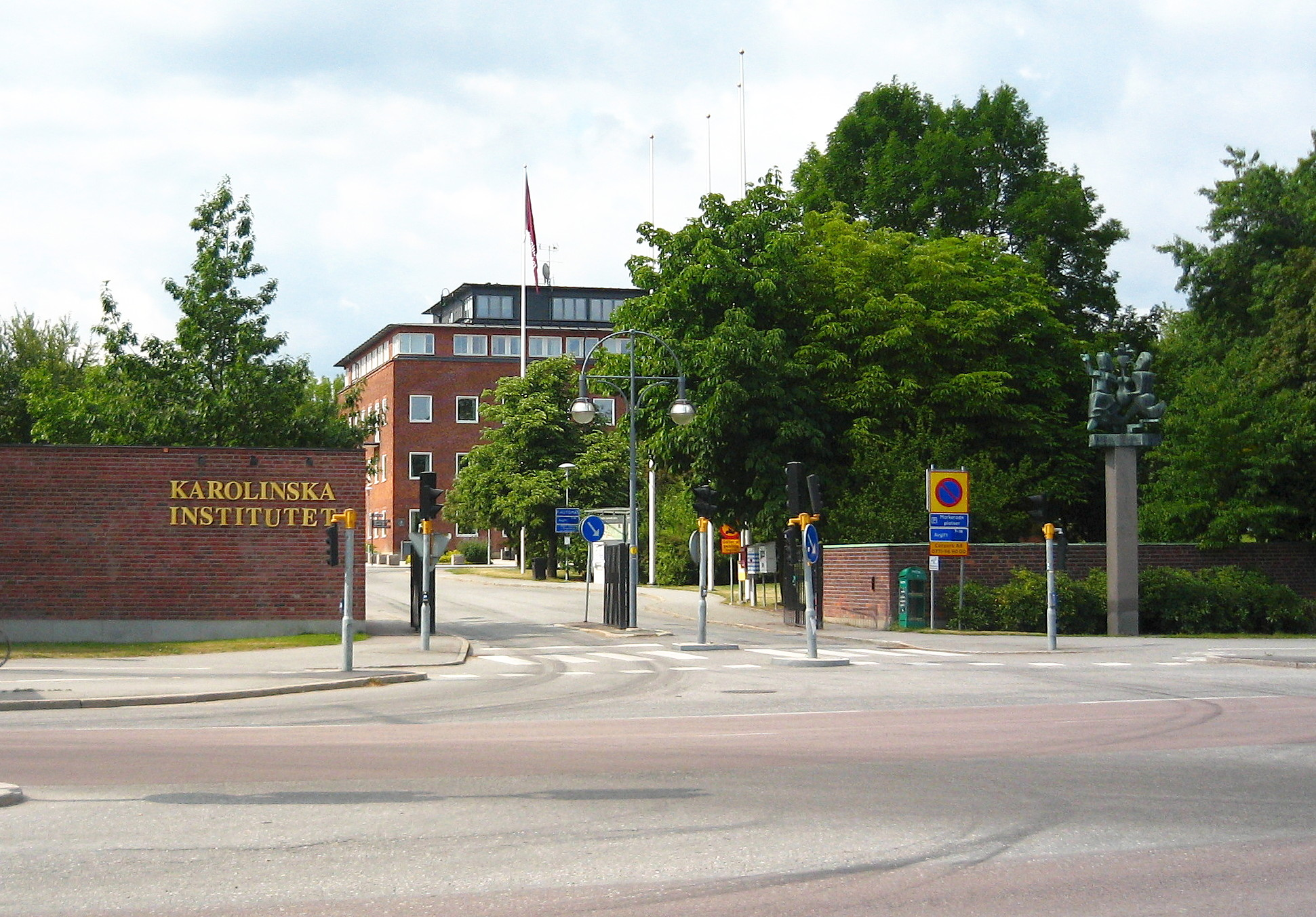
Lối vào từ Solnavägen

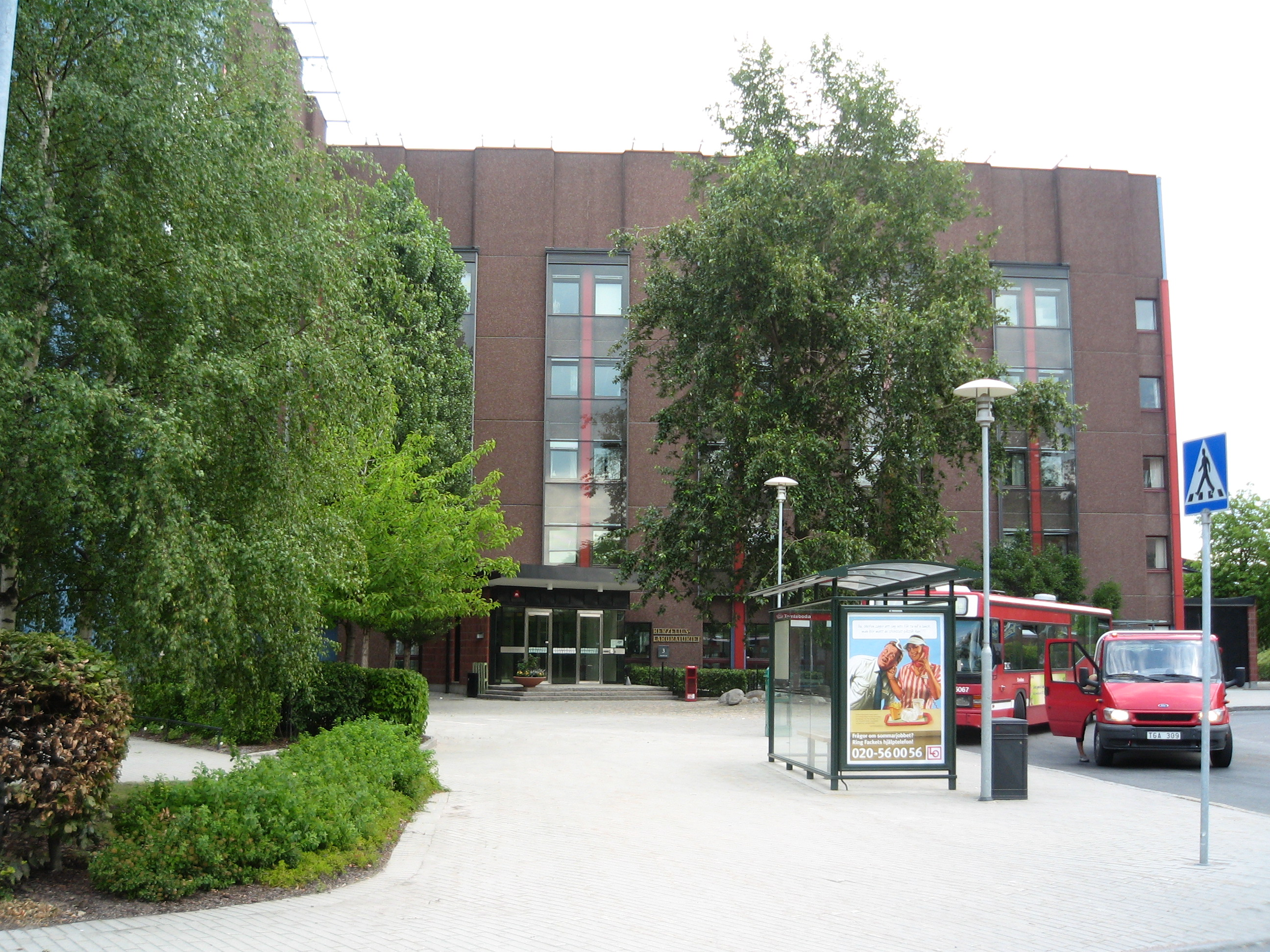
Phòng thí nghiệm Berzelius, KI Solna

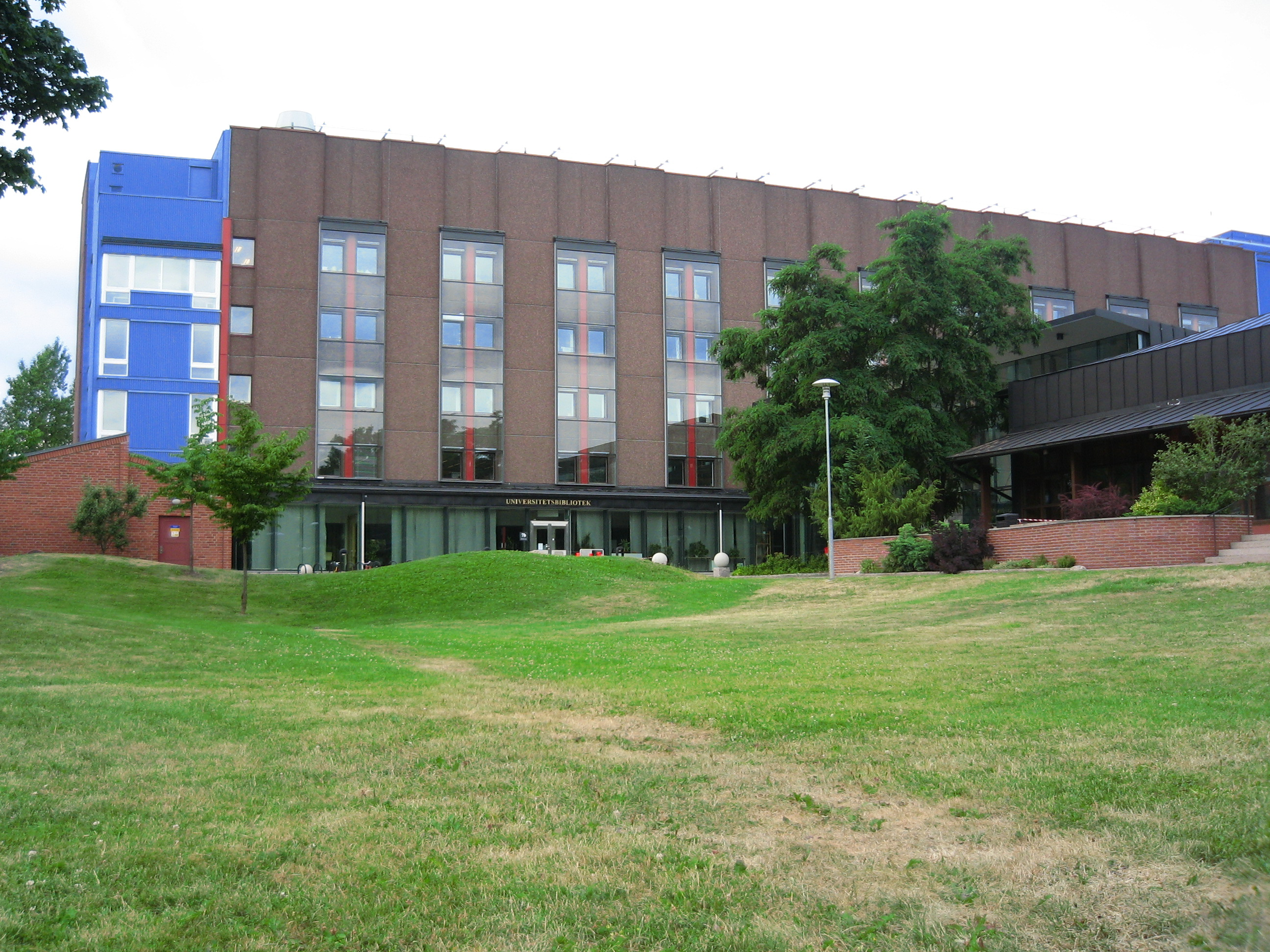
Thư viện của Học viện và Phòng thí nghiệm Berzelius, KI Solna

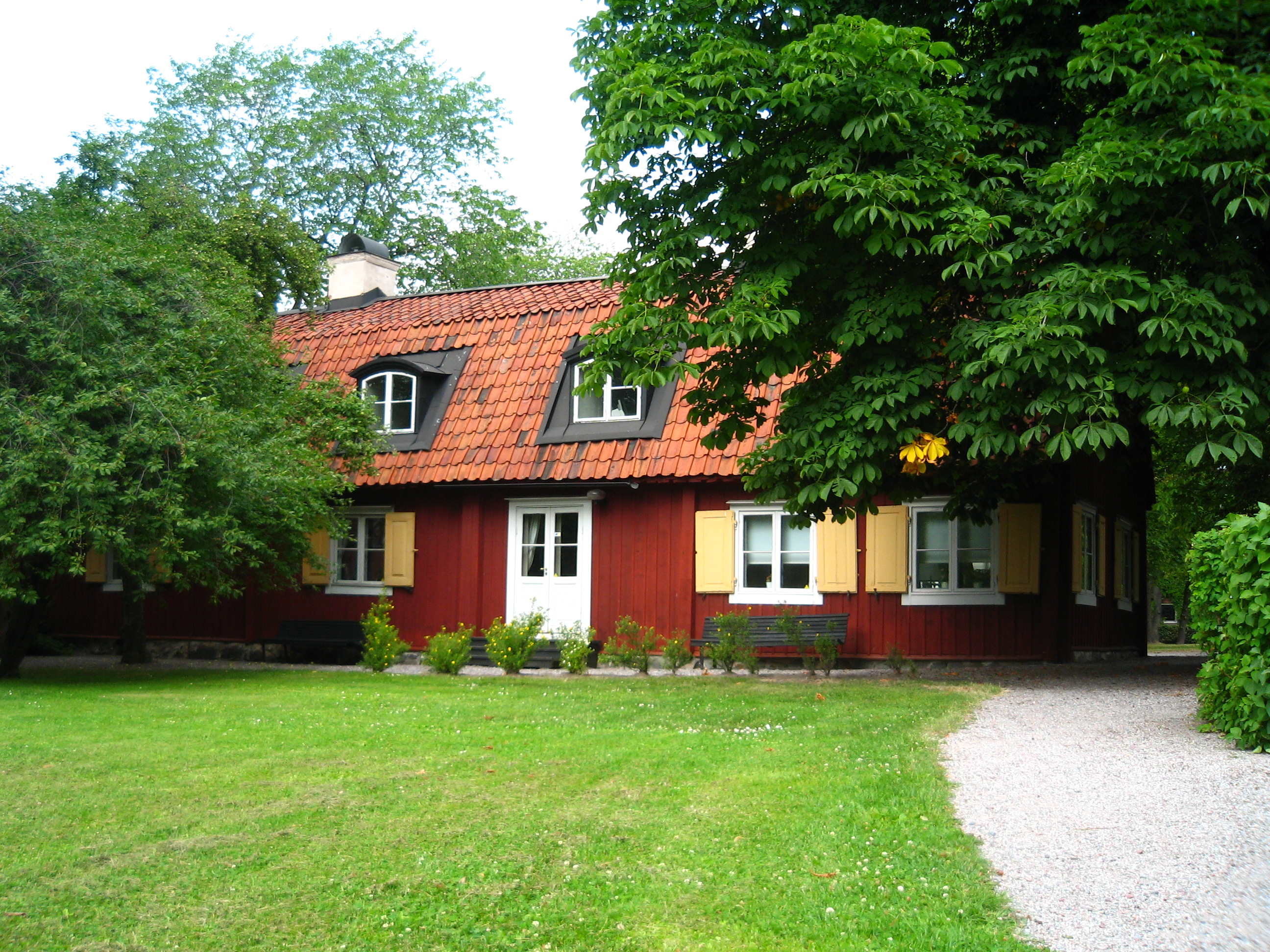
The old yard, KI Solna

Học viện Karolinska (tiếng Thụy Điển: Karolinska Institutet) là một trong các trường đại học y khoa lớn nhất châu Âu. Trường được thành lập năm 1810, tọa lạc tại thị xã Solna, ngay ngoài thành phố Stockholm.
Một Ủy ban của Học viện này đảm nhiệm việc chọn ra các người đoạt giải Nobel Sinh lý và Y khoa hàng năm. Bệnh viện của học viện Karolinska liên kết với học viện như một bệnh viện giảng dạy. Cả hai tạo thành một Trung tâm Khoa học Y tế đại học (academic health science centre). Đây là một trung tâm huấn luyện và nghiên cứu lớn nhất Thụy Điển, chiếm 30% về huấn luyện và 40% về nghiên cứu y khoa đại học của cả nước. Trong khi phần lớn các chương trình y khoa được giảng dạy bằng tiếng Thụy Điển, thì khối lượng lớn các dự án tiến sĩ y khoa được hướng dẫn bằng tiếng Anh.
Học viện Karolinska là thành viên của League of European Research Universities (Liên đoàn các đại học nghiên cứu châu Âu). Theo Academic Ranking of World Universities (Bảng xếp hạng các đại học thế giới) năm 2008, học viện này được xếp hạng 51 trong số các đại học nghiên cứu trên thế giới, thứ 11 ở châu Âu và thứ nhất ở Thụy Điển. Học viện này cũng được xếp hạng 18 trên thế giới về lãnh vực Khoa học Nông nghiệp và đời sống, cùng hạng 9 trong lãnh vực Y học lâm sàng và Dược học.

## Lịch sử
Học viện Karolinska được thành lập trong thời gian 1810-1811 như một trung tâm huấn luyện cho các bác sĩ phẫu thuật quân đội. Tên nguyên thủy là "Medico-Chirurgiska Institutet" (Viện phẫu thuật Y học). Năm 1817 tiền tố 'Karolinska' được thêm vào để nói tới 'Karoliner' là tên các binh sĩ dưới triều vua Karl XII, và tên đầy đủ là "Kongl. Carolinska Medico Chirurgiska Institutet" (Học viện Phẫu thuật Y học Hoàng gia Karolinska). Năm 1968 đổi tên thành "Karolinska Institutet" (Học viện Karolinska) như hiện nay.

## Các giáo sư và cựu sinh viên nổi tiếng
- Jöns Jakob Berzelius (1779-1848; giáo sư Học viện Karolinska), người phát minh công thức hóa học (chemical formula) hiện đại và được coi như cha đẻ của hóa học hiện đại; người khám phá ra silicon, selenium, thorium, và cerium.
- Carl Gustaf Mosander (1792-1858; sinh viên của Berzelius, kế nghiệp ông năm 1836), nhà hóa học, phát hiện các nguyên tố lanthanum, erbium và terbium.
- Gustaf Retzius (1842-1919), nhà giải phẫu (giáo sư 1877-1890)
- Karl Oskar Medin (1847-1928), bác sĩ khoa nhi, nổi tiếng về công trình nghiên cứu bệnh viêm tủy xám (giáo sư 1883-1914)
- Ivar Wickman (1872-1914), bác sĩ khoa nhi, học trò của Karl Oskar Medin, chuyên gia bệnh viêm tủy xám
- Hugo Theorell (1903-1982), giải Nobel Sinh lý và Y khoa năm 1955
- Torsten Wiesel (1924-), giải Nobel Sinh lý và Y khoa năm 1981
- Pehr Edman (1916-1977), nhà hóa học (tiến sĩ Y khoa 1946). Cf. Edman degradation [4]
- Lars Leksell (1907-1986), thầy thuốc, người phát minh phương pháp phẫu thuật bằng tia X (radiosurgery) và dao mổ Gamma (Gamma knife).
- Sune Bergström (1916-2004), giải Nobel Sinh lý và Y khoa năm 1982 (chung với Bengt I. Samuelsson và John Robert Vane).
- Bengt I. Samuelsson (sinh 1934), giải Nobel Sinh lý và Y khoa năm 1982 (chung với Sune Bergström và John Robert Vane).
- Ragnar Granit (1900-1991), giải Nobel Sinh lý và Y khoa năm 1967.
- Göran Liljestrand (1886-1968), nhà sinh lý học và dược lý học.
- Ulf von Euler (1905-1983), nhà sinh lý học, giải Nobel Sinh lý và Y khoa năm 1970.
- Lorenz Poellinger (sinh 1957), giáo sư phân khoa Tế bào và Phân tử ở Học viện Karolinska.
- Rolf Luft (1914-2007), giáo sư, nhà nội tiết học.
- Tomas Lindahl, nhà nghiên cứu ung thư, đoạt Royal Medal (Huy chương Hoàng gia)[5]

## Các phân khoa nghiên cứu (tính theo địa điểm)
Khu trường Solna
- Sinh học tế bào và Sinh học Phân tử
- Y học môi trường
- Kiến thức, Tin học, Quản lý & Đạo đức học
- Hóa sinh y học và Lý sinh
- Dịch tễ học và Thống kê sinh học (Biostatistics)[6]
- Vi sinh vật học, U bướu và Sinh học Tế bào
- Khoa thần kinh
- Sinh lý học và Dược lý học
- Sức khỏe Phụ nữ và Trẻ em

Bệnh viện Karolinska, Solna
- Khoa thần kinh lâm sàng
- Khoa lâm sàng, Can thiệp phẫu thuật & Kỹ thuật học
- Y học, Solna
- Y học Phân tử và Giải phẫu
- Khoa ung thư-Bệnh lý học
- Y tế công cộng

Khu trường Huddinge
- Khoa Sinh học và Khoa dinh dưỡng
- Nha y
- Phòng thí nghiệm y khoa
- Y học, Huddinge
- Sinh học thần kinh, Các khoa chăm sóc và Xã hội

Khác
- Khoa lâm sàng và Giáo dục, Södersjukhuset (bệnh viện Söder)
- Khoa lâm sàng, bệnh viện Danderyd

## Nghiên cứu ở Học viện Karolinska
Các nghiên cứu ở Học viện Karolinska tập chú nhiều vào nghiên cứu Y học và y sinh học (biomedical) trong mọi lãnh vực bệnh, đặc biệt trong khoa thần kinh, sinh học ung thư, miễn dịch học và các bệnh về trao đổi chất.